# París-Niça 1963
La París - Niça 1963 fou la 21a edició de la París-Niça. És un cursa ciclista que es va disputar entre el 10 i el 17 de març de 1963. La cursa fou guanyada pel francès Jacques Anquetil, de l'equip Saint Raphael, per davant del seu company d'equip Rudi Altig i de Rik van Looy (G.B.C.). Van Looy també guanyà la classificació per punts i el conjunt Saint Raphael la d'equips.

## Participants
En aquesta edició de la París-Niça hi preneren part 88 corredors dividits en 11 equips: G.B.C., Saint Raphael, Mercier-BP, Pelforth-Sauvage-Lejeune, Peugeot-BP, Wiel's-Groene Leeuw, Margnat-Paloma, Solo-Terrot, Molteni, Urago-Gancia i Kas. La prova l'acabaren 45 corredors.

## Resultats de les etapes
| Etapes              | Data       | Recorregut                                  | Km      | Vencedor d'etapa         | Líder de la general |
| ------------------- | ---------- | ------------------------------------------- | ------- | ------------------------ | ------------------- |
| 1a etapa            | 10 de març | Fontainebleau - Decize                      | 240 km  | Rik van Looy             | Rik van Looy        |
| 2a etapa            | 11 de març | Decize - Saint-Honoré-les-Bains             | 93 km   | Rudi Altig               | Rudi Altig          |
| 3a etapa, 1r sector | 12 de març | Saint-Honoré-les-Bains - Montceau-les-Mines | 115 km  | Joseph Wouters           | Rudi Altig          |
| 3a etapa, 2n sector | 12 de març | Circuit de l'Etang du Plessis (CRE)         | 19.2 km | Pelforth-Sauvage-Lejeune | Rudi Altig          |
| 4a etapa            | 13 de març | Montceau-les-Mines - Sant-Etiève            | 198 km  | Rik van Looy             | Rudi Altig          |
| 5a etapa            | 14 de març | Tournon - Montpeller                        | 212 km  | Rudi Altig               | Rudi Altig          |
| 6a etapa, 1r sector | 15 de març | Montpeller - Vergèze (CRI)                  | 38 km   | Jacques Anquetil         | Rudi Altig          |
| 6a etapa, 2n sector | 15 de març | Vergèze - Margnat-Village                   | 108 km  | André Darrigade          | Rudi Altig          |
| 7a etapa            | 16 de març | Ajaccio - Bastia                            | 184 km  | Rolf Wolfshohl           | Jacques Anquetil    |
| 8a etapa            | 17 de març | Niça - Niça                                 | 182 km  | Rik van Looy             | Jacques Anquetil    |

## Etapes

### 1a etapa
10-03-1963. Fontainebleau - Decize, 240 km.
|   | Ciclista        | Equip         | Temps      |
| - | --------------- | ------------- | ---------- |
| 1 | Rik van Looy    | G.B.C.        | 6h 14' 02" |
| 2 | Rudi Altig      | Saint Raphael | m. t.      |
| 3 | Jean Stablinski | Saint Raphael | m. t.      |

### 2a etapa
11-03-1963. Decize - Saint-Honoré-les-Bains 93 km.
|   | Ciclista           | Equip         | Temps      |
| - | ------------------ | ------------- | ---------- |
| 1 | Rudi Altig         | Saint Raphael | 2h 23' 54" |
| 2 | Rik van Looy       | G.B.C.        | + 15"      |
| 3 | Frans Melckenbeeck | Mercier-BP    | m. t.      |

### 3a etapa, 1r sector
12-03-1963. Saint-Honoré-les-Bains - Montceau-les-Mines, 115 km.
|   | Ciclista           | Equip       | Temps      |
| - | ------------------ | ----------- | ---------- |
| 1 | Joseph Wouters     | Solo-Terrot | 2h 58' 29" |
| 2 | Rik van Looy       | G.B.C.      | m. t.      |
| 3 | Arthur de Cabooter | Solo-Terrot | m. t.      |

### 3a etapa, 2n sector
12-03-1963. Circuit de l'Etange du Plessis 19.2 km. CRE
|   | Equip                    | Temps      |
| - | ------------------------ | ---------- |
| 1 | Pelforth-Sauvage-Lejeune | 1h 36' 00" |
| 2 | Wiel's-Groene-Leeuw      | +1' 00"    |
| 3 | G.B.C.                   | + 1' 08"   |

### 4a etapa
13-03-1963. Montceau-les-Mines - Sant-Etiève, 198 km.
|   | Ciclista       | Equip         | Temps      |
| - | -------------- | ------------- | ---------- |
| 1 | Rik van Looy   | G.B.C.        | 5h 22' 45" |
| 2 | Joseph Wouters | Solo-Terrot   | m. t.      |
| 3 | Rudi Altig     | Saint Raphael | m. t.      |

### 5a etapa
14-03-1963. Tournon - Montpeller, 212 km.
La sortida es fa a Tournon en lloc de Sant-Etiève per culpa de la neu que també fa que s'anul·li la pujada al col de La République.
|   | Ciclista      | Equip               | Temps       |
| - | ------------- | ------------------- | ----------- |
| 1 | Rudi Altig    | Saint Raphael       | 5 h 49' 17" |
| 2 | Benoni Beheyt | Wiel's-Groene Leeuw | m. t.       |
| 3 | Rik van Looy  | G.B.C.              | m. t.       |

### 6a etapa, 1r sector
15-03-1963. Montpeller - Vergèze, 38 km. CRI
Setze corredors són sancionats amb un minut per posar-se a l'estela d'altre corredor en ser doblats.
|   | Ciclista         | Equip                    | Temps    |
| - | ---------------- | ------------------------ | -------- |
| 1 | Jacques Anquetil | Saint Raphael            | 51' 37"  |
| 2 | Rudi Altig       | Saint Raphael            | + 2"     |
| 3 | Joseph Groussard | Pelforth-Sauvage-Lejeune | + 2' 20" |

### 6a etapa, 2n sector
15-03-1963. Vergèze - Margnat-Village, 108 km.
|   | Ciclista        | Equip          | Temps      |
| - | --------------- | -------------- | ---------- |
| 1 | André Darrigade | Margnat-Paloma | 2h 26' 34" |
| 2 | Rolf Wolfshohl  | Solo-Terrot    | m. t.      |
| 3 | Jean Graczyk    | Margnat-Paloma | + 34"      |

### 7a etapa
16-03-1963. Ajaccio - Bastia, 184 km.
Anquetil es posa líder al continuar un atac de Poulidor al col de Teghime. Altig, a més, es veu perjudicat per una caiguda que l'espatlla la seva bicicleta sense que trobi cap de recanvi a prop seu.
|   | Ciclista         | Equip         | Temps      |
| - | ---------------- | ------------- | ---------- |
| 1 | Rolf Wolfshohl   | Solo-Terrot   | 5h 22' 31" |
| 2 | Jacques Anquetil | Saint Raphael | + 12"      |
| 3 | Raymond Poulidor | Mercier-BP    | m. t.      |

### 8a etapa
17-03-1963. Niça - Niça, 182 km.
Arribada situada al Passeig dels Anglesos. Quarta victòria consecutiva de Rik van Looy a Niça.
|   | Ciclista           | Equip         | Temps      |
| - | ------------------ | ------------- | ---------- |
| 1 | Rik van Looy       | G.B.C.        | 5h 18' 40" |
| 2 | Frans Melckenbeeck | Mercier-BP    | + 2"       |
| 3 | Rudi Altig         | Saint Raphael | m. t.      |

## Classificacions finals

### Classificació general
|    | Ciclista            | Equip                    | Temps       |
| -- | ------------------- | ------------------------ | ----------- |
| 1  | Jacques Anquetil    | Saint Raphael            | 37h 13' 29" |
| 2  | Rudi Altig          | Saint Raphael            | + 53"       |
| 3  | Rik van Looy        | G.B.C.                   | + 3' 04"    |
| 4  | Henry Anglade       | Pelforth-Sauvage-Lejeune | + 3' 31"    |
| 5  | Joseph Groussard    | Pelforth-Sauvage-Lejeune | + 3' 38"    |
| 6  | Luis Otaño          | Margnat-Paloma           | + 4' 31"    |
| 7  | Jean Stablinski     | Saint Raphael            | + 4' 43"    |
| 8  | Hans Junkermann     | Wiel's-Groene Leeuw      | + 6' 05"    |
| 9  | Hubertus Zilverberg | G.B.C.                   | + 7' 22"    |
| 10 | Vincent Denson      | Pelforth-Sauvage-Lejeune | + 9' 23"    |

## Evolució de les classificacions
| Etapa (Vencedor)                               | Classificació general |
| ---------------------------------------------- | --------------------- |
| 0Etapa 1 (Rik van Looy)                        | Rik van Looy          |
| 0Etapa 2 (Rudi Altig)                          | Rudi Altig            |
| 0Etapa 3, 1r sector (Joseph Wouters)           | Rudi Altig            |
| 0Etapa 3, 2n sector (Pelforth-Sauvage-Lejeune) | Rudi Altig            |
| 0Etapa 4 (Rik van Looy)                        | Rudi Altig            |
| 0Etapa 5 (Rudi Altig)                          | Rudi Altig            |
| 0Etapa 6, 1r sector (Jacques Anquetil)         | Jacques Anquetil      |
| 0Etapa 6, 2n sector (André Darrigade)          | Jacques Anquetil      |
| 0Etapa 7 (Rolf Wolfshohl)                      | Jacques Anquetil      |
| 0Etapa 8 (Rik van Looy)                        | Jacques Anquetil      |